# Романов, Алексей Викторович (Герой Российской Федерации)

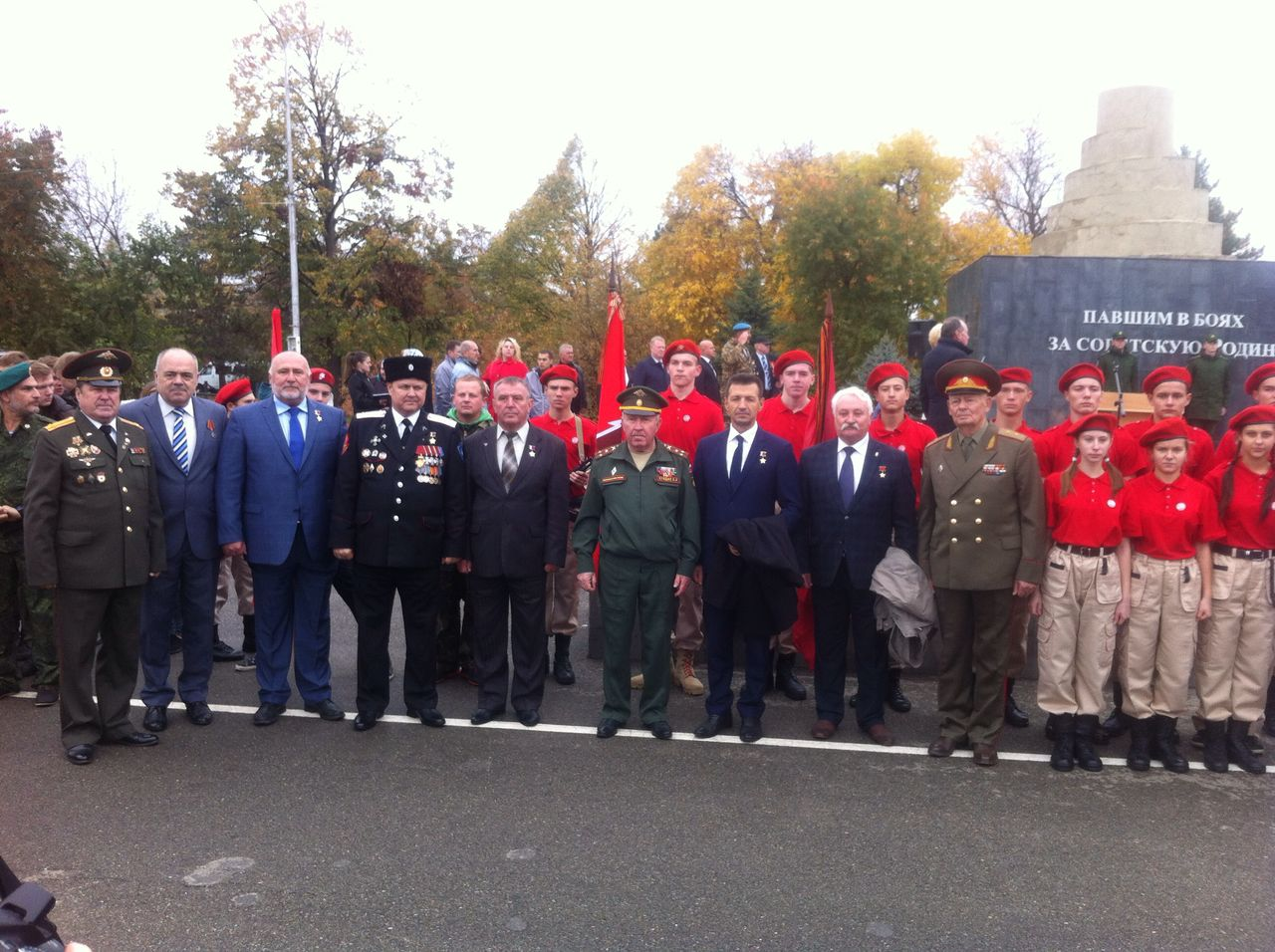
Герои на Майкопском мемориале. 75-я годовщина «Огненного десанта» 23.10.2017

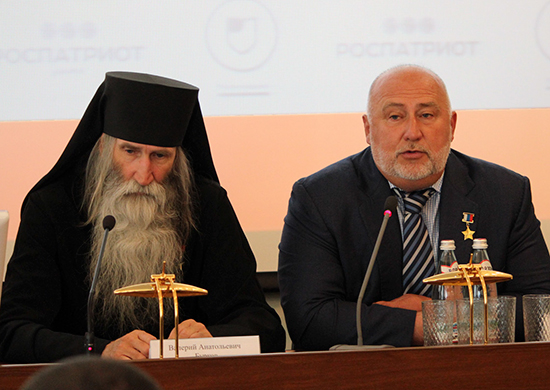
Герой Советского Союза монах Киприан (Валерий Бурков) и Алексей Романов. 18.06.2018

Алексей Викторович Романов (род. 19 декабря 1962, Кингисепп) — военнослужащий советской и российской армии, российский государственный деятель, полковник. Герой Российской Федерации (1997). Референт Управления Президента Российской Федерации по общественным проектам.

## Биография
Родился 19 декабря 1962 года в семье рабочего в городе Кингисеппе Кингисеппского района Эстонской ССР, ныне город Курессааре волости Сааремаа уезда Сааремаа Эстонской Республики.
После окончания в 1980 году средней школы № 36 города Кургана работал на Курганском машиностроительном заводе имени В. И. Ленина. Сдал нормативы на разряд кандидата в мастера спорта СССР по дзюдо и биатлону.
В мае 1981 года призван в ряды Вооружённых сил СССР. После прохождения шестимесячной подготовки в учебном отряде Воздушно-десантных войск служил санинструктором парашютно-десантного взвода 317-го полка 103-й гвардейской воздушно-десантной дивизии (место дислокации — Витебск). В составе полка принимал участие в военных действиях в Демократической Республике Афганистан. В ходе одной из боевых операций был тяжело ранен. За мужество и героизм, проявленные при исполнении интернационального долга, награждён орденом Красной Звезды.
Обучался в Рязанском высшем воздушно-десантном командном училище, по окончании которого в звании гвардии лейтенанта продолжил службу в составе ограниченного контингента советских войск в Афганистане заместителем командира разведывательной роты. Отличился в боях.
После вывода советских войск из Афганистана продолжил службу в 7-й гвардейской воздушно-десантной дивизии на должностях командира роты, начальника противовоздушной обороны полка, исполняющего обязанности начальника штаба полка. Побывал во многих горячих точках Кавказа (ирано-азербайджанская граница, Нагорный Карабах, Баку).
В 1994 году в звании гвардии майора назначен командиром парашютно-десантного батальона. С апреля 1995 года принимал участие в боевых действиях при наведении конституционного порядка на территории Чеченской Республики.
В июне 1995 года батальон майора Романова десантировался с вертолётов в тыл боевиков и занял все господствующие высоты на путях отхода бандформирований, с занятием сёл Ведено и Харачой. Сам майор с группой из 40 десантников занял с боем село Шатой, обороняемое до полутора сот боевиков, большинство из которых принудил к сдаче. Действия батальона майора Романова способствовали главным силам российских войск успешно завершить намеченную операцию. За боевое мастерство, мужество и находчивость при проведении этой операции гвардии майор Романов был представлен к присвоению звания Героя Российской Федерации.
Указом Президента Российской Федерации от 22 января 1997 года, за мужество и героизм, проявленные при выполнении специального задания, гвардии майору Романову Алексею Викторовичу присвоено звание Героя Российской Федерации.
После окончания в 1998 году Военной академии имени М. В. Фрунзе назначен начальником штаба 45-го отдельного разведывательного полка ВДВ.
С ноября 1999 года в составе сводного разведывательный отряд полка принимал участие в контртеррористической операции на Северном Кавказе. В начале марта 2000 года руководил операцией по преследованию и разгрому остатков бандформирований, пытавшихся рассеяться после боя с 6-й ротой псковских десантников на высоте 776. В ходе операции были захвачены в плен 70 боевиков и свыше 200 — уничтожены.
Продолжил службу в должности заместителя начальника Управления «В» Центра специального назначения ФСБ России. С декабря 2011 по январь 2012 года являлся главой общественных приёмных премьер-министра В. В. Путина. Являлся председателем Общественного совета при координационном Совете руководителей территориальных органов федеральных органов государственной власти и органов исполнительной власти Алтайского края.
18 октября 2011 года был зарегистрирован кандидатом в депутаты Государственной Думы Федерального Собрания Российской Федерации VI созыва в Региональной группе № 22 (Алтайский край) партии «Единая Россия» был под № 5.
Входил в «Народный штаб» кандидата на должность Президента Российской Федерации В. В. Путина на выборах 2012 года и являлся доверенным лицом кандидата В. В. Путина. Также являлся уполномоченным представителем партии «Единая Россия» для представления её по всем вопросам, связанным с участием в выборах Президента России.
С января 2012 года занимает должность начальника департамента региональной политики Управления по внутренней политике Администрации Президента Российской Федерации. Заместитель председателя межрегиональной общественной организации «Союз десантников». Член Наблюдательного совета ДОСААФ России.
С 2013 года референт Управления Президента Российской Федерации по общественным проектам.

## Награды
- Герой Российской Федерации (медаль «Золотая Звезда» № 381), 22 января 1997 года
- Орден «За заслуги перед Отечеством» III степени с мечами, ноябрь 2005
- Орден Мужества
- Орден «За военные заслуги»
- Орден Красной Звезды
- Орден «За службу Родине в Вооружённых Силах СССР» III степени
- Медаль ордена «За заслуги перед Отечеством» II степени с мечами
- другие медали
- Бюст, установлен на территории Рязанского гвардейского высшего воздушно-десантного ордена Суворова дважды Краснознамённое командного училища имени генерала армии В. Ф. Маргелова, г. Рязань